# Agnara madagascariensis
Agnara madagascariensis is een pissebed uit de familie Agnaridae. De wetenschappelijke naam van de soort is voor het eerst geldig gepubliceerd in 1885 door Gustav Budde-Lund.